# Liga Norte Emilia
La Liga Norte Emilia (Lega Nord Emilia) (LNP) es un partido político italiano. Creado en 1989, desde 1991 es la federación de la Liga Norte en la región histórica de Emilia, dentro de la actual región de Emilia-Romaña.

## Historia
El partido fue fundado en 1989 por Giorgio Conca, un destacado miembro de la Liga Lombarda, y Carla Uccelli, como Liga Emiliano-Romañola (Lega Emiliano-Romagnola), comprendiendo también a Romaña. También se unió al partido Fabio Dosi, que poco después fue elegido secretario de este.
El partido participó en las elecciones al Parlamento Europeo de 1989 como parte de la coalición Liga Lombarda-Alianza Norte. Entre 1989 y 1990, justo antes de las elecciones regionales, participó en el proceso que originó la Liga Norte en febrero de 1991 a partir de la unión de varios partidos regionalistas del norte de Italia. Desde entonces tomó el nombre actual, creándose otra federación aparte para la Romaña, la Lega Nord Romagna.
De 2002 a 2012 el partido fue dirigido por Angelo Alessandri, que también fue presidente federal de la Liga Norte de 2005 a 2012. En las elecciones generales de Italia de 2008 el partido obtuvo cuatro diputados y dos senadores.
En mayo de 2012 Alessandri renunció a la secretaria y fue reemplazado por Fabio Rainieri, aliado de Roberto Maroni, y uno de los líderes del ala agrícola. Rainieri, que antes había sido presidente, fue elegido con el apoyo de 173 delegados en el congreso del partido, mientras que su oponente Riad Ghelfi sólo logró 93; algunas semanas más tarde, Manes Bernardini, fue elegido presidente por el consejo nacional del partido con el 70% de los votos. Sin embargo, en noviembre Alessandri abandonó el partido. Al mismo tiempo, un grupo se escindió para apoyar al Matteo Renzi.